# Huoyanluo ruanxiaoqi
Huoyanluo ruanxiaoqi is een spinnensoort uit de familie Macrobunidae. De soort komt voor in China.